# 陸夢熊

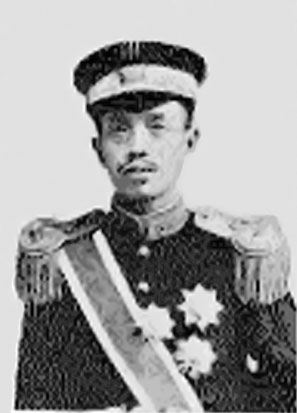

陸夢熊（1881年—1940年），字渭渔，上海崇明县人。清朝及中華民國政治人物。

## 生平
1904年陸夢熊到日本早稻田大学学习，1906年获得商学士学位。回国后于光緒三十三年（1907年）授商科进士，任职于邮传部路政司。后曾任宪政编查馆统计局科员、京师大学堂教习。
1912年起至1927年，陸夢熊任北洋政府交通部首席参事。其间，他曾兼任京汉铁路局副局长以及其他铁路局局长。1913年，他任北洋政府政治会议议员。1914年，他兼任北京邮电学校校长。1920年，陸夢熊任鲁案委员会委员。1922年5月，他曾被交通总长派任交通大学校长，1个月后即因校内师生反对而去职。1927年，陸夢熊卸任交通部参事，到南京任胶济铁路理事。 1931年，他任胶济铁路管理委员会委员。
1928年，陸夢熊在东京接受日本天皇赐二级旭日勋章。1937年，他和赵琪共同组织青岛治安维持会。1939年，他任青岛特别市警察局长，随后改任华北政务委员会实业部次长。1940年1月在北京病逝。